# Drâa
Drâa er med 1.100 km den længste flod i Marokko. Den har sit udspring i Atlasbjergene og løber først mod sydøst, før den drejer mod vest og munder ud i Atlanterhavet nord for byen Tan-Tan. Store dele af året udtørrer floden, før den når havet.
Vandet fra Draa forsyner en række oaser langs floden med vand. Dele af flodløbet danner grænsen mellem Marokko og Algeriet. 
- Wikimedia Commons har flere filer relateret til Drâa